# Paralaophonte ormieresi
Paralaophonte ormieresi är en kräftdjursart som beskrevs av Raibaut 1968. Paralaophonte ormieresi ingår i släktet Paralaophonte och familjen Laophontidae. Inga underarter finns listade i Catalogue of Life.